# Cocòlit

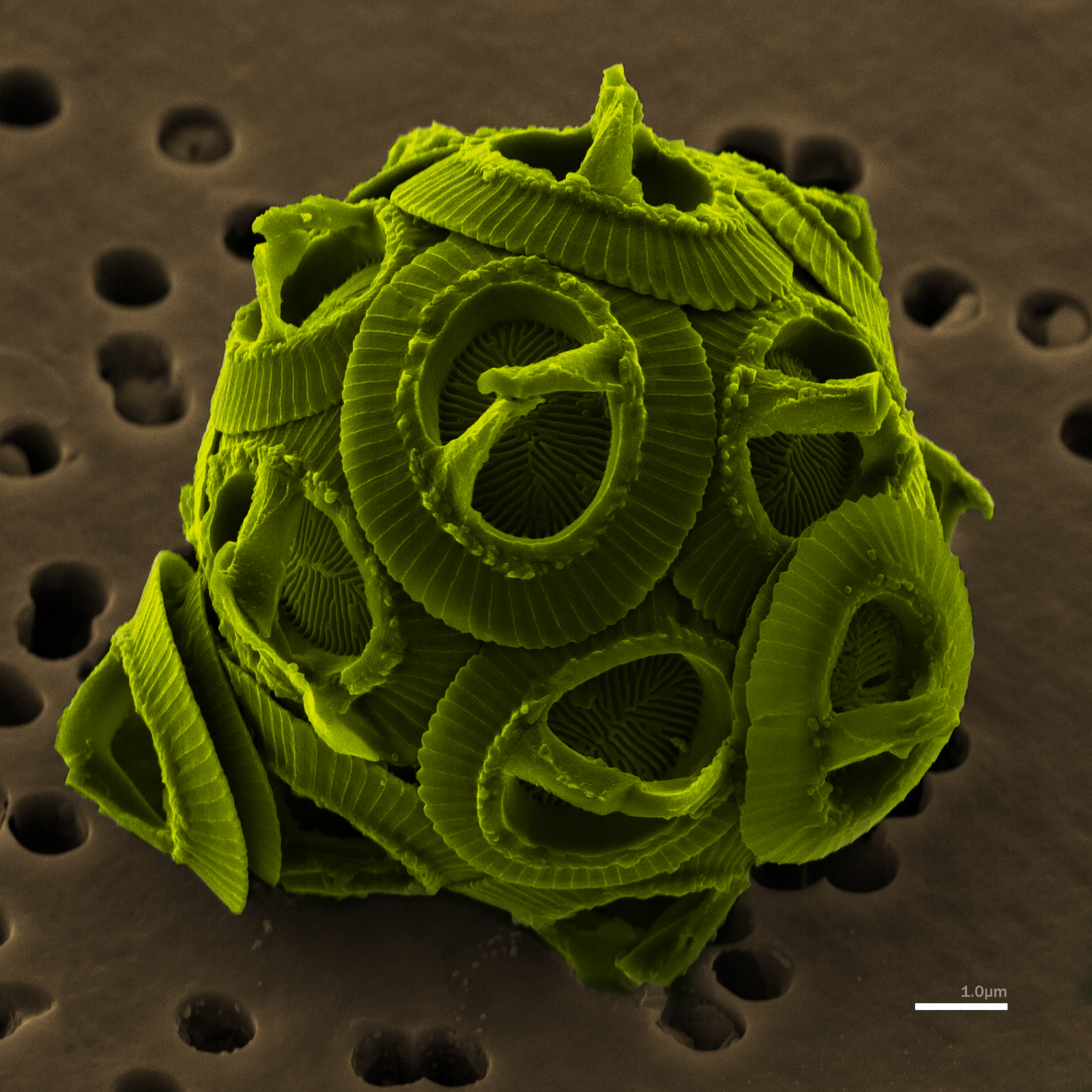
Gephyrocapsa oceanica, mostrant els cocòlits.

Els Cocòlits són plaques individuals de carbonat de calci formades per cocolitòfors (algues unicel·lulars com Emiliania huxleyi) els quals estan disposats al voltant d'una cocosfera.

## Formació i composició
Els cocòlits es formen dins la cèl·lula en vesícules derivades del cos de golgi. Quan s'ha completat el cocòlit aquestes vesícules es fonen amb la paret cel·lular i el cocòlit per exocitosi s'incorpora a la cocosfera. Els cocòlits s'enfonsen dins la columna d'aigua i formen una part important del sediment del fons del mar. Thomas Huxley va ser el primer a observar cocólits i va ser qui els va donar aquest nom. Els cocòlits estan compostos de calcita i són el principal constituent dels dipòsits de creta com els penya-segats de Dover.

## Funció
La seva funció no és clara, hi ha hipòtesis respecte a una funció de defensa contra el zooplàncton o contra infeccions de virus i bacteris, manteniment de la flotació, alliberament de diòxid de carboni per a la fotosíntesi, filtrar la llum ultraviolada o concentrar la llum en el cas d'espècies que viuen a grans fondàries.

## Registre fòssil
Com que la calcita dels cocòlits té baix contingut de magnesi, que és molt estable, ràpidament es fossilitzen. Es troben des del Triàsic fins a l'actualitat.